# 小行星5327
小行星5327（英語：5327）是一颗围绕太阳公转的小行星。1989年3月5日，茲丹卡·瓦弗洛娃在克列特发现了此天体。
这颗小行星的绝对星等为81.92091等。